# 相馬中核工業団地
相馬中核工業団地（そうまちゅうかくこうぎょうだんち）は、福島県浜通り北部の相馬市・新地町に跨がる工業団地である。
独立行政法人中小企業基盤整備機構（旧・地域振興整備公団）が造成し、相馬市が分譲している。
重要港湾相馬港の背後であり相馬市と新地町に跨がる臨海型工業団地の東地区と、内陸型の西地区に分けられる。

## 概要
- 総面積　633ha

### 東地区
- 所在地　相馬市光陽1～4丁目 相馬郡新地町駒ケ嶺地内
- 総面積　498.6ha
- 工場分譲面積　284.7ha
- 用途指定　 工業専用地域(建ぺい率60％、容積率200％)
- 工業用水　 34,700㎥（残量1日あたり7,400㎥）
- 排水　都市下水路経由、二級河川地蔵川(各工場敷地内で単独処理後)
- 立地希望業種  化学工業、研究施設関連

### 西地区
- 所在地　相馬市大野台1〜2丁目地内
- 総面積　133.9ha
- 工場分譲面積　68.5ha
- 用途指定　工業専用地域(建ぺい率60％、容積率200％)
- 工業用水　34,700㎥（残量1日あたり7,400㎥）
- 排水　都市下水路・調整池経由、二級河川地蔵川(各工場敷地内で単独処理後)
- 立地希望業種 　一般機械器具製造業、輸送用機械器具製造業、電気機械器具製造業、精密機械器具製造業

## 進出企業
- ADEKA
- 相馬共同火力発電新地発電所
- コマツカスタマーサポート
- 常磐谷沢製作所
- 相馬エネルギーサポート
- 相馬エネルギーパーク
- 相馬リサイクルセンター
- DDPスペシャルティ・プロダクツ・ジャパン
- 東北三之橋
- 中村環境
- ハクゾウメディカルテクノス
- ファイマテック
- IHI
- IHIキャスティングス
- IHIジェットサービス
- 大橋工業
- オリエンタルモーター
- コスモ精機
- 小名浜製作所

## 研究施設
- 福島県水産資源研究所
- そうまIHIグリーンエネルギーセンター